# Primula scotica
Primula scotica är en viveväxtart som beskrevs av William Jackson Hooker. Primula scotica ingår i släktet vivor, och familjen viveväxter. Inga underarter finns listade i Catalogue of Life.
Den växer bara längs Skottlands kuster, inklusive Sutherland, Caithness och Orkney. Den är närmast släkt med fjällviva, som växer i Norge och nordvästra Sverige. Mer avlägset är den släkt med smalviva. Primula scotica särskiljs lätt från andra brittiska vivor genom sina blåaktigt purpurfärgade blommor. Den blommar i maj och ofta en andra gång i juli. 

## Bildgalleri

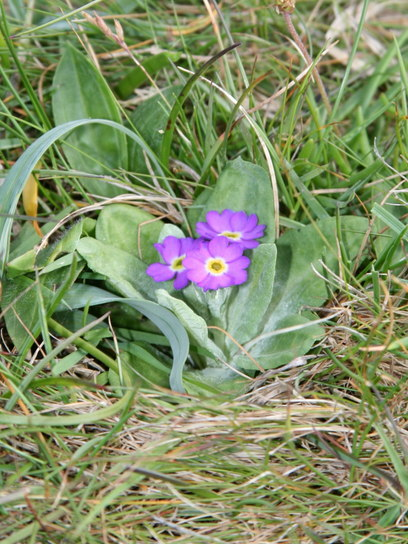